# Lemma (Edition)
Ein Lemma (oder Stichwort) ist in der Editionswissenschaft das Wort im Haupttext, auf welches sich die Anmerkung oder der textkritische Apparat eines Kommentars bezieht.